# Hamilton Square
Hamilton Square es un lugar designado por el censo ubicado en el condado de Mercer en el estado estadounidense de Nueva Jersey. En el año 2010 tenía una población de 12.784 habitantes.

## Geografía
Hamilton Square se encuentra ubicado en las coordenadas 40°13′38.4″N 74°39′11.57″O / 40.227333, -74.6532139.